# Erlanger Stadtwerke
Die Erlanger Stadtwerke AG (ESTW) sind das regionale Energie- und Trinkwasserversorgungsunternehmen der Stadt Erlangen. Sie sind zu 100 % im Besitz der Stadt Erlangen.

## Geschichte
Die Erlanger Stadtwerke gehen auf die Erlanger Gasgesellschaft AG (gegründet 1858), das 1891 gegründete Wasserwerk und das 1902 entstandene Elektrizitätswerk zurück. Im Mai 1915 wurden die drei Betriebe zu den städtisch technischen Werken Erlangen zusammengeführt, die 1939 in Stadtwerke Erlangen umbenannt wurden. Zum 1. Januar 1967 wurde der bisherige kommunale Eigenbetrieb in eine Aktiengesellschaft umgewandelt. 1997/98 wurde eine Teilprivatisierung geplant, die aber bei einem Bürgerentscheid mit großer Mehrheit abgelehnt wurde. Die Erlanger Stadtwerke befinden sich daher bis heute vollständig im Besitz der Stadt Erlangen. 2001 wurde die Unternehmensstruktur in eine Konzernstruktur umgewandelt, unter anderem, um den Vorgaben der Energiemarktliberalisierung und des Steuerrechts nachzukommen.

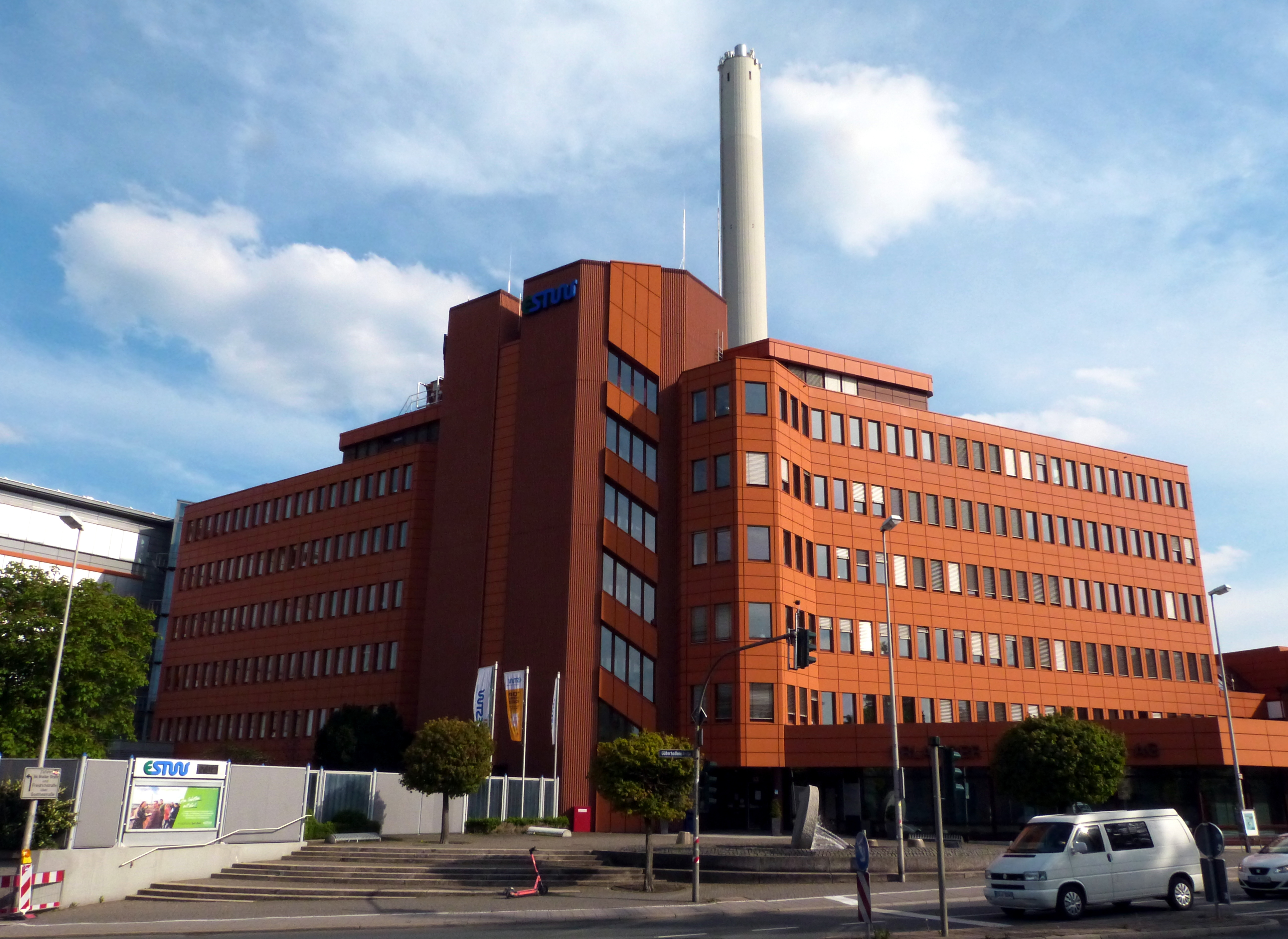
Hauptgebäude der Erlanger Stadtwerke, Äußere Brucker Straße

Bis 1963 betrieben die Stadtwerke ein Gaswerk an der Äußeren Brucker Straße. Ebenfalls bis in die 1960er Jahre betrieben wurde das Elektrizitätswerk an der Fuchsenwiese, das später von der Stadt Erlangen in ein Kulturzentrum (eröffnet 1982) umgebaut wurde. Seit 1961 betreiben die ESTW an der Äußeren Brucker Straße ein Heizkraftwerk, in dem nach verschiedenen Umbauten, Erweiterungen und Modernisierungen neben Wärme zur Fernwärmeversorgung auch Strom produziert wird. Hier erfolgte im März 2020 der Wechsel vom Brennstoff Kohle auf Erdgas. Laut dem technischen Vorstand Frank Oneseit hatte die Umstellung nichts mit dem Thema „Klimanotstand“ zu tun, sondern vielmehr mit Fördergeldern des Kraft-Wärme-Kopplungsgesetzes, die man „mitnehmen“ wollte.
1949 übernahmen die Stadtwerke zusätzlich den Betrieb des Erlanger Stadtverkehrs, von 1963 bis 2017 außerdem den Betrieb eines Hallenbads Frankenhof. Mitte der 1990er Jahre stiegen die ESTW mit einer gemeinsamen Tochter mit den Nürnberger und Fürther Stadtwerken (NEFkom) in den Telekommunikationsmarkt ein. Die NEFkom ging 2004 in der M-net auf, an der die ESTW bis heute beteiligt sind.
Seit der Liberalisierung des Energiemarktes Ende der 1990er Jahre stehen die Erlanger Stadtwerke in ihrem Kerngeschäft Strom- und Gasversorgung im Wettbewerb. Das Netz dagegen steht nicht im Wettbewerb, unterliegt aber der Regulierung durch die Bundesnetzagentur.

## Geschäftsbereiche

### Netzbetrieb
Die ESTW betreiben das Verteilnetz für Strom und Gas im Wirkungskreis der Stadt Erlangen. Das Stromverteilungsnetz wies dabei Ende 2024 eine Länge von 1.081 km bei 20.608 Hausanschlüssen auf, die entnommene Energiemenge betrug 586 Mio. kWh. Das Erdgasverteilungsnetz hat eine Länge von 255 km. Dabei bestehen 7.568 Hausanschlüsse, die Energieentnahme betrug 1.146 Mio. kWh.

### Energieversorgung
Die ESTW sind sowohl in der Stromerzeugung als auch in der Stromversorgung aktiv, außerdem in der Gasversorgung und der Erzeugung und Versorgung mit Wärme. Die ESTW sind dabei für Strom und Gas Grundversorger für das Gebiet der Stadt Erlangen.
Die Stromproduktion erfolgt über Kraft-Wärme-Kopplung in den Heizkraftwerken der ESTW im Erlanger Stadtgebiet. Daneben betreiben die ESTW eine Wasserkraftanlage sowie mehrere Photovoltaik- und Windkraftanlagen. Über ihre Beteiligung an der Regnitzstromverwertung AG (RSV, 33 % Anteil der ESTW) sowie weitere Unternehmensbeteiligungen sind die ESTW Miteigentümer an weiteren Anlagen. Die RSV übernimmt auch den Einkauf der Strommenge, den die ESTW nicht aus eigener Produktion decken.
Bei der Stromversorgung setzten die ESTW 2024 rund 273 Mio. kWh ab, bei der Gasversorgung 287 Mio. kWh. Mit Fern- und Nahwärme wurden 2.243 Abnehmer versorgt, die 336 Mio. kWh bezogen.

### Wasserversorgung
Die ESTW versorgen das Erlanger Stadtgebiet – mit Ausnahme der 1972 eingemeindeten Stadtteile – mit Trinkwasser. Außerdem erledigen sie die Betriebs- und Geschäftsführung für den Zweckverband zur Wasserversorgung der Eltersdorfer Gruppe, der außerhalb des Erlanger Stadtgebiets auch Tuchenbach, Ober- und Untermichelbach umfasst. Für weitere Zweckverbände und Gemeinden im nahen Umkreis übernehmen die ESTW ebenfalls die technische Betriebsführung, Wasserbelieferung und/oder -verteilung. Im eigenen Netz wurden 2024 14.359 Hausanschlüsse versorgt, der Absatz betrug 7,4 Mio. Kubikmeter.

### Stadtverkehr
Die Erlanger Stadtwerke Stadtverkehr GmbH ist ein 100%iges Tochterunternehmen der Erlanger Stadtwerke AG und für den öffentlichen Personennahverkehr zuständig. Sie betreibt den Stadtbusverkehr mit 18 Linien, davon 3 NightLiner. Im Jahr 2024 wurden 12,9 Mio. Fahrgäste transportiert. Das Stadtbusnetz hat eine Gesamtlänge von 227 km mit etwa 539 Haltepunkten.

#### Linienübersicht

##### Tagesverkehr
Folgende ESTW-Buslinien fahren in Erlangen (ohne Nachtbuslinien):
| Linie | Betreiber | Aktueller Linienweg | Takt in min | Takt in min | Takt in min |
| Linie | Betreiber | Aktueller Linienweg | HVZ         | NVZ         | SVZ         |
| ----- | --------- | --- | ----------- | ----------- | ----------- |
| 280   | ESTW      | Lindnerstraße – Schulzentrum West – Neumühle – Paul-Gossen-Straße – Gebbertstraße – Technische Fakultät – Busbahnhof Buckenhof/Spardorf                                                                                     | 20          | 30          | –           |
| 281   | ESTW      | Hugenottenplatz – Paul-Gossen-Straße – Frauenaurach – Kriegenbrunn – Hüttendorf | 30          | 30          | 60          |
| 283   | ESTW      | Hugenottenplatz – St. Johann – Dechsendorfer Weiher | 60          | 60          | –           |
| 284   | ESTW      | Bruck Bahnhof – Arcaden – Hauptbahnhof – Hugenottenplatz – Zollhaus – Markuskirche – Sieglitzhof | 20          | 20/30       | –           |
| 285   | ESTW      | Max-Planck-Str. – Bruck – Arcaden – Zollhaus – Markuskirche – Buckenhof | 10          | 20          | 30          |
| 286   | ESTW      | Lindnerstraße – Schulzentrum West – Martin-Luther-Platz – Hauptbahnhof – Arcaden – Max-Planck-Straße | 15          | 20/30       | –           |
| 287   | ESTW      | Steudach – Lindnerstraße – Schulzentrum West – Martin-Luther-Platz – Hauptbahnhof – Arcaden – Technische Fakultät – Sebaldussiedlung                                                                                        | 15          | 20/30       | 30          |
| 289   | ESTW      | Klinikum am Europakanal – Büchenbach Nord – Paul-Gossen-Straße – Gebbertstraße – Arcaden – Hauptbahnhof – Martin-Luther-Platz – Waldkrankenhaus                                                                             | 15          | 20          | 30          |
| 290   | ESTW      | Nürnberg Am Wegfeld – Boxdorf – Großgründlach – Erlangen Tennenlohe – Bruck – Roncalli-Stift – Gebbertstraße – Arcaden – Hauptbahnhof – Kliniken/Maximiliansplatz – Waldkrankenhaus                                         | 20          | 20/40       | 40          |
| 293   | ESTW      | Lindnerstraße – In der Reuth – Schulzentrum West – Martin-Luther-Platz – Hauptbahnhof – Hugenottenplatz – Zollhaus – Sebaldussiedlung – Bruck Bahnhof                                                                       | 20          | 20/30       | 60          |
| 294   | ESTW      | Eltersdorf – Bruck – Arcaden – Hauptbahnhof – Hugenottenplatz – Röthelheimpark – Sieglitzhof | 20          | 20/30       | 30          |
| 295   | ESTW      | Tennenlohe – Gebbertstraße – Arcaden – Hauptbahnhof – Hugenottenplatz | 20          | 30          | 60          |
| 296   | ESTW      | In der Reuth – Am Hafen – Werner-von-Siemens-Straße – Zollhaus – Wirtschaftsschule | 30          | 60          | –           |
| 299   | ESTW      | Busbahnhof – E-Werk – Martin-Luther-Platz – Kliniken/Maximiliansplatz – Östl. Stadtmauerstraße – Lorlebergplatz – Schillerstraße – Hindenburgstraße – Kliniken/Maximiliansplatz – Martin-Luther-Platz – E-Werk – Busbahnhof | 10          | 10          | 10          |

Anmerkungen: HVZ bedeutet Hauptverkehrszeit, NVZ Nebenverkehrszeit, SVZ Schwachverkehrszeit.
Folgende Rufbusse fahren in Erlangen:
- 281T: Bayernstraße – Schallershof

- 283T: Weisendorfer Straße – Dechsendorf

- 285T: Buckenhof – Hutweide

- 287T: Steudach Westfriedhof – Büchenbach Lindnerstraße

- 293T: Siemens Med – Ludwig-Erhard-Straße

##### Nachtverkehr
In den Nächten von Freitag auf Samstag, Samstag auf Sonntag, in Nächten auf Feiertage und Brückentage und in den Nächten auf Rosenmontag und Faschingsdienstag bedienen fünf Linien des Nachtbusses NightLiner das Stadtgebiet Erlangen. Die Linien N27, N28 und N29 werden von den ESTW betrieben.
| Linie            | Betreiber | Aktueller Linienweg                                                                               | Takt | Takt |
| Linie            | Betreiber | Aktueller Linienweg                                                                               | N    | S    |
| ---------------- | --------- | ------------------------------------------------------------------------------------------------- | ---- | ---- |
| Nachtbuslinie 27 | ESTW      | Hugenottenplatz – St. Johann – Dechsendorf – Kosbach – Häusling – Steudach                        | 60   | 60   |
| Nachtbuslinie 28 | ESTW      | Buckenhof – Sieglitzhof – Hugenottenplatz – St. Johann – Frauenaurach – Kriegenbrunn – Hüttendorf | 60   | 60   |
| Nachtbuslinie 29 | ESTW      | Hugenottenplatz – Bruck – Eltersdorf                                                              | 60   | 60   |

### Bäderbetrieb
Die Erlanger Stadtwerke AG betreiben eigenverantwortlich das Westbad sowie – im Auftrag der Stadt Erlangen – das Röthelheimbad mit Hannah-Stockbauer-Halle.

## Tochterunternehmen und Beteiligungen
Zum ESTW-Konzern gehören zwei Tochterunternehmen (Stand 2024):
- Erlanger Stadtwerke Stadtverkehr GmbH (100 %)
- Energiedienst Erlangen GmbH (100 %)

Die Beteiligungen der ESTW dienen im Wesentlichen der Sicherung ihres Geschäftsbetriebs und der Bezugsquellen bei Strom, Gas und Wasser. 2024 verfügte das Unternehmen über folgende Beteiligungen
- Regnitzstromverwertung AG (Stromproduktion und -bezug, 33,3 %)
- Infrastruktur Windpark Römerreuth GmbH & Co. KG (Stromproduktion, 33,3 %)
- Infrastruktur Windpark Römerreuth Beteiligungs mbH (Stromproduktion, 33,3 %)
- Reuthwind GmbH & Co. KG (Stromproduktion, 7,4 %)
- Bürgerwindrad Wilhelmsdorf UG & Co. KG (Stromproduktion, 5,5 %)
- Bürgerwindrad Litzendorf-Hohenellern GmbH & Co. KG (Stromproduktion, 3,8 %)
- enPlus eG (Gasbezug, 12,5 %)
- Ökostrom Franken GmbH & Co. KG (Erneuerbare Energien, 14,9 %)
- Verkehrsverbund Großraum Nürnberg GmbH (Verkehrsverbund, 11,1 % über die Erlanger Stadtwerke Stadtverkehr GmbH)
- solid GmbH (Information über Solarenergie, 14,1 %)
- M-net Telekommunikations GmbH (Telekommunikation, 4,6 %)
- Frankenmetering Verwaltungs-GmbH (Messstellenbetrieb, 15 %)
- Frankenmetering GmbH & Co.KG (Messstellenbetrieb, 15 %)